# Hidrologia

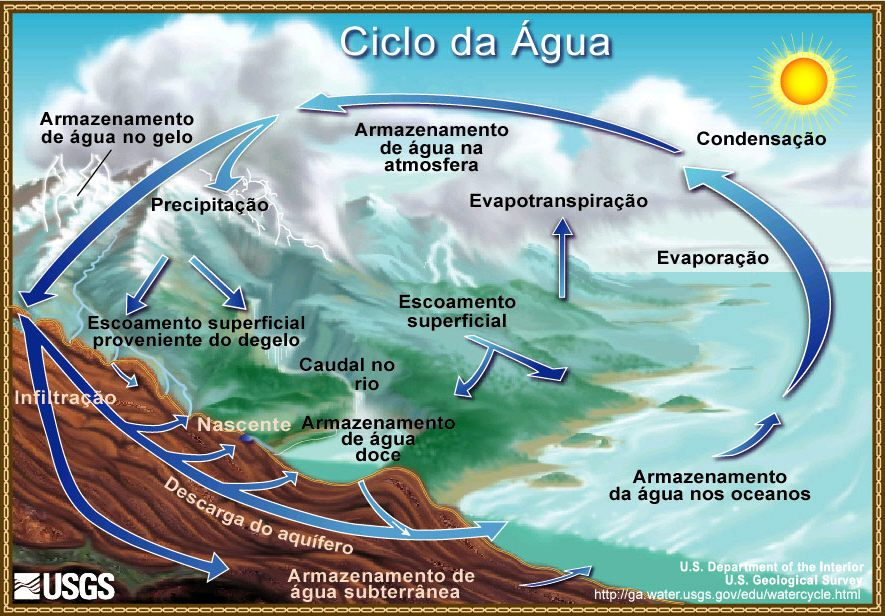
Ciclo da água.

A hidrologia (do grego Yδωρ (hydor), "água"; e λόγος (logos), "estudo") é a ciência que estuda a ocorrência, distribuição e movimentação da água no planeta Terra. A definição atual deve ser ampliada para incluir aspectos de qualidade da água, ecologia, poluição e descontaminação.

## Histórico
A hidrologia é uma ciência relativamente jovem, e praticamente teve seu maior impulso de desenvolvimento no século XX, devido à necessidade das grandes obras hidráulicas.
Os insucessos que vinham acontecendo anteriormente com as obras nas calhas dos rios, resultantes principalmente de estimativas insuficientes de vazões de enchentes, traziam consequências desastrosas, que se agravam com a ampliação do porte das obras e o crescimento das populações ribeirinhas, bem como com as repercussões do colapso operacional desses empreendimentos sobre a economia das nações.
Entretanto, as primeiras notícias sobre a preocupação dos homens com os fenômenos hidrológicos remontam ao Antigo Egipto, à Mesopotâmia, à Índia e à China, há alguns milhares de anos antes de Cristo. Aproximadamente no ano 3000 a.C., os egípcios construíram no rio Nilo, a mais ou menos 30 quilômetros ao sul da atual cidade do Cairo, a barragem de Sadd-el-Kafara, em alvenaria de pedra, com cerca de 100 metros de extensão e dez metros de altura, presumivelmente para abastecimento de água potável, finalidade rara entre as obras da época, cuja quase totalidade consistia em canais e endicamentos, com o objetivo de promover a irrigação das terras pelo aproveitamento das enchentes dos rios. Essas obras de engenharia hidráulica eram realizadas em bases totalmente empíricas; as que tinham um bom desempenho eram copiadas, as que sofriam desastres eram alteradas naquilo que se julgasse ser a causa do erro.
A ideia predominante, na época, entre os gregos, incluindo-se Platão, Aristóteles (384 - 322 a.C.) e Tales de Mileto, era a de que as fontes e os mananciais existentes nos continentes, inclusive no alto de serras e cordilheiras, eram abastecidos por reservatórios subterrâneos inesgotáveis, existentes a grandes profundidades.
Sabe-se que Aristóteles interpretou os processos de evaporação e condensação atmosférica como intimamente relacionados à precipitação e admitiu que parte da chuva contribuísse para os rios, superficialmente, e que outra se infiltrasse e pudesse chegar às nascentes. Essa contribuição, segundo ele, seria, todavia, muito pequena e a maior responsabilidade pela surgência de água nos continentes seria o resultado da condensação da umidade atmosférica em profundas cavernas subterrâneas, uma dupla analogia com as cavernas calcárias do litoral do Mediterrâneo, com as quais os gregos estavam muito familiarizados.
Foi Vitrúvio, engenheiro e arquiteto romano que viveu no século I a.C., quem admitiu que a chuva que caía nas altas montanhas, infiltrava-se e ressurgia no sopé das elevações, formando os rios. Foi a primeira teoria de infiltração que rompeu os tabus dos conceitos antigos consolidados na época.
Esses preconceitos e essas teorias dominaram o pensamento humano até fins do século XVII, apresentando como únicas honrosas exceções Leonardo da Vinci e Bernard Palissy. Da Vinci (1452-1519) explicou a salinidade dos mares pela ação das águas continentais que se infiltravam, dissolviam e carreavam os sais do subsolo para os oceanos, onde esses sais permaneciam. Palissy concebeu uma teoria da infiltração como hoje é aceita, pela qual as águas infiltradas iam formar as fontes e nascentes, todas as águas tendo como origem as precipitações. Essas ideias revolucionárias somente foram confirmadas e consagradas pelos estudos de Pierre Perrault (1608-1680), Edme Mariotte (1620-1684) e Edmond Halley (1656-1742), franceses os dois primeiros, sendo o último o célebre astrônomo inglês. Foram eles os primeiros que puderam demonstrar, quantitativamente, as ideias de Palissy e Da Vinci, criando, dessa forma, uma hidrologia conceitualmente científica, libertando-a do subjetivismo a que, até então, estava subordinada.
Perrault mediu, durante três anos, as chuvas na bacia do rio Sena até Burgundy e, estimando suas vazões, pôde concluir que as chuvas produziam um deflúvio seis vezes maior do que o que transitava pelo rio no mesmo tempo. Além disso, Perrault estudou o fenômeno da evaporação e constatou que, através dela, imensos volumes de água podiam se perder para a atmosfera. Mariotte mediu as vazões do rio Sena em Paris por meio de flutuadores, confirmando os resultados de Perrault, e observou que as vazões das nascentes aumentavam por ocasião das chuvas. Halley mediu a evaporação no Mediterrâneo e verificou, por métodos mais ou menos grosseiros, que o volume evaporado do mar Mediterrâneo compensava a soma dos deflúvios de todos os rios que nele deságuam, justificando a permanência de seu nível de água.
Esses três pesquisadores podem ser considerados os fundadores da hidrologia, mas não se devem esquecer figuras notáveis, como Galileu Galilei e Torricelli, ou, depois deles, Daniel Bernoulli, Henri Pitot, Antoine de Chézy, Giovanni Venturi, Henry Darcy, Jules Dupuit, Henry Bazin, Gunter Thiem, Julius Weissbach, T. Bergeron e A. Schoklitsch, os quais colaboraram, teórica ou praticamente, para o desenvolvimento da hidrologia e da hidráulica.
Na segunda metade do século XIX e no século XX, os Estados Unidos trouxeram uma notável contribuição para o desenvolvimento da ciência hidrológica, como consequência ou necessidade de seu desenvolvimento econômico e tecnológico. Podem-se citar nomes como os de Robert Manning, Allen Hazen, Adolph F. Meyer, Oscar E. Meinzer, Le Roy K. Sherman, Hans Albert Einstein, W. E. Fuller, R. E. Horton, R. K. Linsley, F. F. Snyder, Ven Te Chow, entre outros.
Entre as organizações e entidades europeias que se destacaram no desenvolvimento da Hidráulica e de hidrologia pode-se mencionar o Laboratório Nacional de Engenharia Civil (LNEC), em Lisboa; o Institute of Hidraulic Engineering (IHE), em Delft, Holanda; o Wallingford Experimental Station (WES) em Wallingford, Inglaterra; o Laboratoire National d’Hydraulique (LNH) em Chatou, França; o Institut de Mécanique de Grenoble (IMG); a Societé Grénobloise d’Amenagéments Hydrauliques (SGAH) em Grenoble, França, dentre outros.
Nos Estados Unidos pode-se citar o Bureau of Reclamation do Ministério do Interior, a Colorado State University e o Corps of Engineers do USA Army, dentre outros.
No Brasil, diversas organizações públicas e privadas se destacaram, principalmente no século XX e contribuíram para o desenvolvimento dos estudos, projetos e pesquisas nas áreas relacionadas com a hidráulica, em geral, e com a hidrologia, em particular, podendo-se citar: Associação Brasileira de Engenharia Sanitária e Ambiental (ABES); Associação Brasileira de Recursos Hídricos (ABRH); Associação Brasileira de Águas Subterrâneas (ABAS); Associação Brasileira de Irrigação e Drenagem (ABID); Departamento Nacional de Obras de Saneamento (DNOS); Departamento Nacional de Obras contra as Secas (DNOCS); Departamento Nacional de Águas e Energia Elétrica (DNAEE); Companhia de Pesquisas de Recursos Minerais (CPRM); ELETROBRÁS; e as Companhias de Energia Elétrica (FURNAS, Companhia Hidrelétrica do São Francisco, Eletrosul, Eletronorte, Itaipu Binacional, CESP, COPPE – UFRJ, bem como, os principais laboratórios de hidráulica do país (HIDROESB - Laboratório Saturnino de Brito, o primeiro da América Latina, INPH, IPH-UFRGS, IPH-UFPR, Laboratórios de Hidráulica da USP e de FURNAS).
O Brasil, desde a época de Maurício de Nassau, possuiu ou produziu alguns dos hidrólogos e hidráulicos mais respeitados no Mundo, tais como Saturnino de Brito, Saturnino de Brito Filho, Hildebrando Góes, Lucas Nogueira Garcez, Marco Siciliano, Jorge Paes Rios, André Balança, Pedro Parigot de Sousa, José Martiniano de Azevedo Neto e Teófilo Benedito Ottoni.
A hidrologia é, em um sentido amplo, a ciência que se relaciona com a água. Como ela se relaciona com a ocorrência primária de água na Terra, é considerada uma ciência natural. Por razões práticas, no entanto, a hidrologia restringe-se a alguns de seus aspectos, por exemplo, ela não cobre todo o estudo sobre oceanos (oceanografia) e também não se preocupa com usos médicos da água (hidrologia médica).
O termo tem sido usado para denotar o estudo do ciclo da água ou ciclo hidrológico na Terra, enquanto que outros termos como hidrografia e hidrometria têm sido usados para denotar o estudo da água na superfície ou sua medição. No entanto, esses termos têm agora significados específicos:
- Hidrologia se refere à ciência da água.
- Hidrografia é a ciência que descreve as características físicas e as condições da água na superfície da Terra, principalmente as massas de água para navegação.

A hidrologia não é uma ciência inteiramente pura; ela tem muitas aplicações práticas. Para enfatizar-lhe a importância prática, o termo "hidrologia aplicada" tem sido comumente usado. Como numerosas aplicações dos conhecimentos em hidrologia ocorrem também no campo das engenharias hidráulica, sanitária, agrícola, de recursos hídricos e de outros ramos da engenharia, o termo "engenharia hidrológica" tem sido também empregado.
É uma disciplina considerada ampla, abrangendo grande parte do conhecimento humano. Geralmente, esta disciplina faz parte dos cursos de engenharia civil, engenharia hidráulica, engenharia sanitária, geografia e engenharia ambiental.
Algumas áreas em que a hidrologia foi subdividida são as seguintes:
- Hidrometeorologia - é a parte da ciência que trata da água na atmosfera;
- Limnologia - refere-se ao estudo dos lagos e reservatórios;
- Potamologia ou fluviologia - trata do estudo dos rios;
- Glaciologia ou criologia - é a área da ciência relacionada com a neve e o gelo na natureza;
- Hidrogeologia - é o campo científico que trata das águas subterrâneas.

## Definições
Várias definições de hidrologia já foram propostas. O Webster's Third New International Dictionary (Merrian Webster, 1961) descreve hidrologia como sendo "a ciência que trata das propriedades, distribuição e circulação da água; especificamente, o estudo da água na superfície da Terra: no solo, rochas e na atmosfera, particularmente com respeito à evaporação e precipitação". O Painel Ad Hoc em Hidrologia do Conselho Federal para Ciência e Tecnologia dos Estados Unidos, 1959 recomendou a seguinte definição: "hidrologia é a ciência que trata da água na Terra, sua ocorrência, circulação e distribuição, suas propriedades físico-químicas e sua relação com o meio ambiente, incluindo sua relação com a vida. O domínio da hidrologia abraça toda a história da água na Terra."
Entre as definições que enfatizam a importância prática da hidrologia no que concerne aos recursos hídricos na Terra, Wisler e Brater oferecem a seguinte: "hidrologia é a ciência que trata dos processos que governam a depleção e recarga dos recursos hídricos nas superfícies sobre o mar. Trata do transporte de água através do ar, sobre e abaixo da superfície e através da Terra. É a ciência das várias partes do ciclo hidrológico."

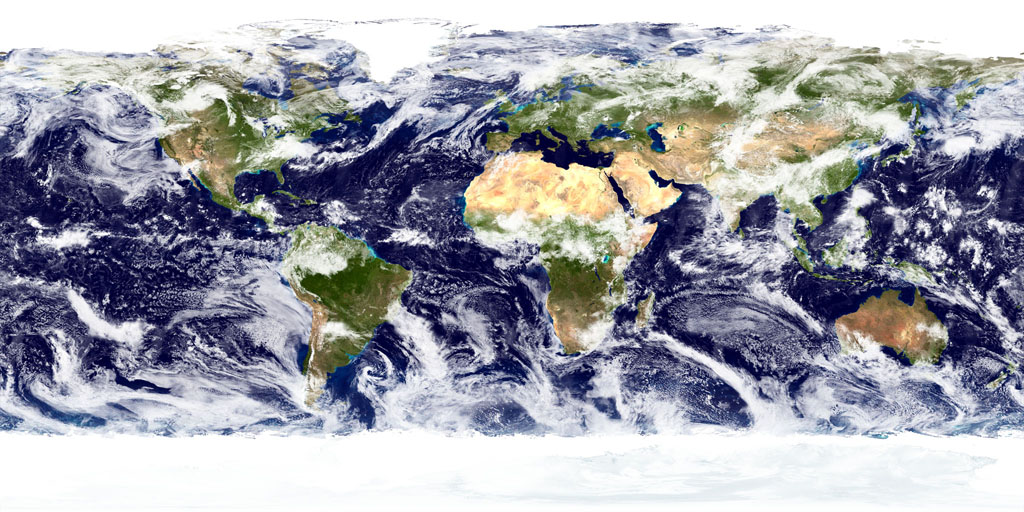
A água cobre cerca de 70% da superfície terrestre.

## Campos de aplicações da hidrologia
O aproveitamento dos recursos hídricos requer concepção, planejamento, projeto, construção e operação de meios para o domínio e a utilização das águas. Os problemas relativos aos recursos hídricos interessam a aquacultores, economistas, especialistas no campo das ciências políticas, geólogos, geógrafos, engenheiros agrimensores e cartógrafos, engenheiros civis, engenheiros ambientais, engenheiros de energia, engenheiros mecânicos, eletricistas, florestais, químicos, biólogos, agrônomos, técnico em hidrologia (hidrotécnicos) e outros especialistas em ciências sociais e naturais.
Cada projeto de aproveitamento hídrico supõe um conjunto específico de condições físicas, às quais deve ser condicionado, razão pela qual dificilmente podem ser aproveitados projetos padronizados que conduzam a soluções simples e estereotipadas. As condições específicas de cada projeto devem ser satisfeitas através da aplicação integrada dos conhecimentos fundamentais de várias disciplinas.

## Campos de ação da engenharia nos recursos hídricos
A água pode ter seu uso regulado para satisfazer a uma ampla gama de propósitos. A atenuação dos danos das enchentes, drenagem de terras, disposição de esgotos e projetos de bueiros são aplicações da Engenharia Hidráulica para o controle das águas, a fim de que não causem danos excessivos a propriedades, não tragam inconveniências ao público, ou perda de vidas. Abastecimento de água, irrigação, aproveitamento do potencial hidrelétrico e obras hidroviárias são exemplos do aproveitamento da água para fins úteis. A poluição prejudica a utilização da água e diminui seriamente o valor estético dos rios; portanto, o controle da poluição ou a manutenção da qualidade da água passou a ser um setor importante da engenharia sanitária ou de recursos hídricos.
Lista de campos de atuação da hidrologia:
- Gerenciamento de bacias
- Inventário energético
- Navegação
- Irrigação
- Geração de energia
- Drenagem
- Abastecimento de água
- Controle de cheias
- Controle de poluição
- Controle de erosão
- Recreação
- Piscicultura
- Reservatórios
- Previsão hidrológica
- Barragem

### Quantidade de água

É necessário fazer estimativas para garantir a vazão da água.

Embora com risco de excessiva simplificação, o trabalho dos engenheiros com os recursos hídricos pode ser condensado em um certo número de perguntas essenciais. Como as obras de aproveitamento dos recursos hídricos visam ao controle do uso da água, as primeiras perguntas referem-se naturalmente às quantidades de água. Quando se pensa na utilização da água, a primeira pergunta geralmente é: Que quantidade de água será necessária? Provavelmente é a resposta mais difícil de se obter com precisão, dentre as que se pode propor em um projeto, porque envolve aspectos sociais e econômicos, além dos técnicos. Com base em uma análise econômica, deve ser também tomada uma decisão a respeito da vida útil das obras a serem realizadas.
Quase todos os projetos de aproveitamento dependem da resposta à pergunta: "com quanta água pode-se contar?". Os projetos de um plano para controle de enchentes baseiam-se nos valores de pico do escoamento, ao passo que em plano que vise a utilização da água, o que importa é o volume escoado durante longos períodos de tempo. As respostas a essa pergunta são encontradas pela aplicação da hidrologia, ou seja, o estudo da ocorrência e distribuição das águas naturais no globo terrestre.
Todos os projetos são feitos para o futuro, e o projetista não pode ter certeza quanto às exatas condições a que estarão sujeitas as obras. Como o exato comportamento dos cursos de água nos anos futuros não pode ser previsto algo precisa ser dito acerca das variações prováveis da vazão, de modo que o projeto possa ser elaborado mediante a admissão de um risco calculado. Lança-se mão, então, de métodos de estimativa de probabilidades relativas aos eventos hidrológicos. Faz-se a utilização dessas probabilidades no estudo de problemas como exemplificados na lista do tópico anterior. O estudo probabilístico requer como condição prévia a coleta de dados da natureza, na forma de séries históricas. A avaliação de eventos raros requer o estudo de uma função de distribuição de probabilidades que represente o fenômeno. Problemas de reservação de água em barragens requer que se tracem considerações acerca das seqüências de vazões nos cursos d’água que somente séries de dados muito extensas podem fornecer.
Poucos projetos são executados exatamente nas seções onde se fizeram medidas de vazão. Muitas obras são construídas em rios nos quais nunca se mediu vazão. Três métodos alternativos têm sido usados para calcular a vazão na ausência de registros. O primeiro método utiliza fórmulas empíricas, que transformam valores de precipitação em vazão, considerando as características hidrográficas da bacia de contribuição. Uma segunda possibilidade é analisar a série de precipitações (chuvas) e calcular as vazões através da aplicação dos modelos computacionais que simulam o comportamento hidrológico da bacia. A terceira alternativa consiste em estimar as vazões a partir de registros obtidos em postos próximos de outra bacia. As bacias devem ser muito semelhantes para se estabelecer uma correlação aceitável entre ambas.
Os sistemas de abastecimento de água, de irrigação, ou hidroelétricos que contassem somente com as águas captadas diretamente dos cursos d’água, sem nenhuma regularização, não seriam capazes de satisfazer a demanda de seus usuários durante as estiagens, sobretudo se forem intensas. Muitos rios, apesar de em certas épocas do ano terem pouca ou nenhuma água, transformam-se em correntes caudalosas durante e após chuvas intensas, constituindo-se em flagelo no tocante às atividades ao longo de suas margens. A principal função de um reservatório é a de ser um regulador ou volante, visando a regularização das vazões dos cursos d’água ou atendendo às variações de demanda dos usuários.
As diferentes técnicas para a obtenção dos parâmetros a serem utilizados para o planejamento, projeto ou operação dos sistemas de recursos hídricos podem ter seu uso feito isolada ou conjuntamente. Isso se dará, em função da quantidade de dados hidrológicos disponíveis, dos recursos de tempo e financeiros alocados, da importância da obra e dos estágios do estudo (projeto em nível básico, técnico ou executivo).

### Qualidade da água
Além de ser suficiente em quantidade, a água deve satisfazer certas condições quanto à qualidade.